# Buchstabenmuseum

Werbeschrift und Signet im Buchstabenmuseum

Buchstabenmuseum ist die Bezeichnung für ein Museumsprojekt in Berlin, das zum Ziel hat, interessante typografische Objekte aus dem öffentlichen Raum – meist dreidimensionale Gebäudebeschriftungen – zu sammeln und zu bewahren, zu dokumentieren und dauerhaft auszustellen. Das Museum befindet sich seit 2016 im Stadtbahnbogen am Bahnhof Bellevue im Ortsteil Hansaviertel des Bezirks Mitte.

## Der Verein und seine Ziele

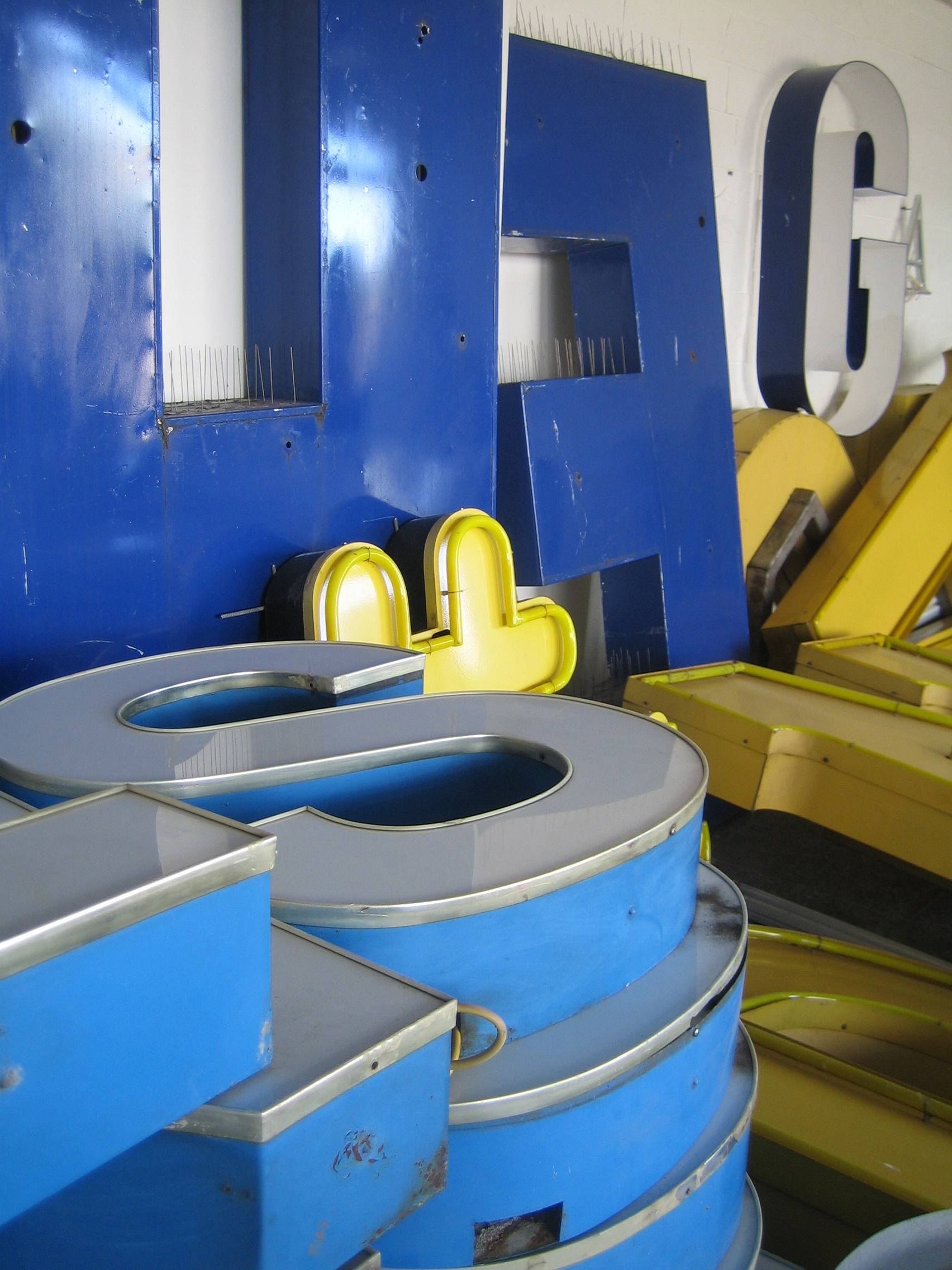
Buchstaben im Schaudepot

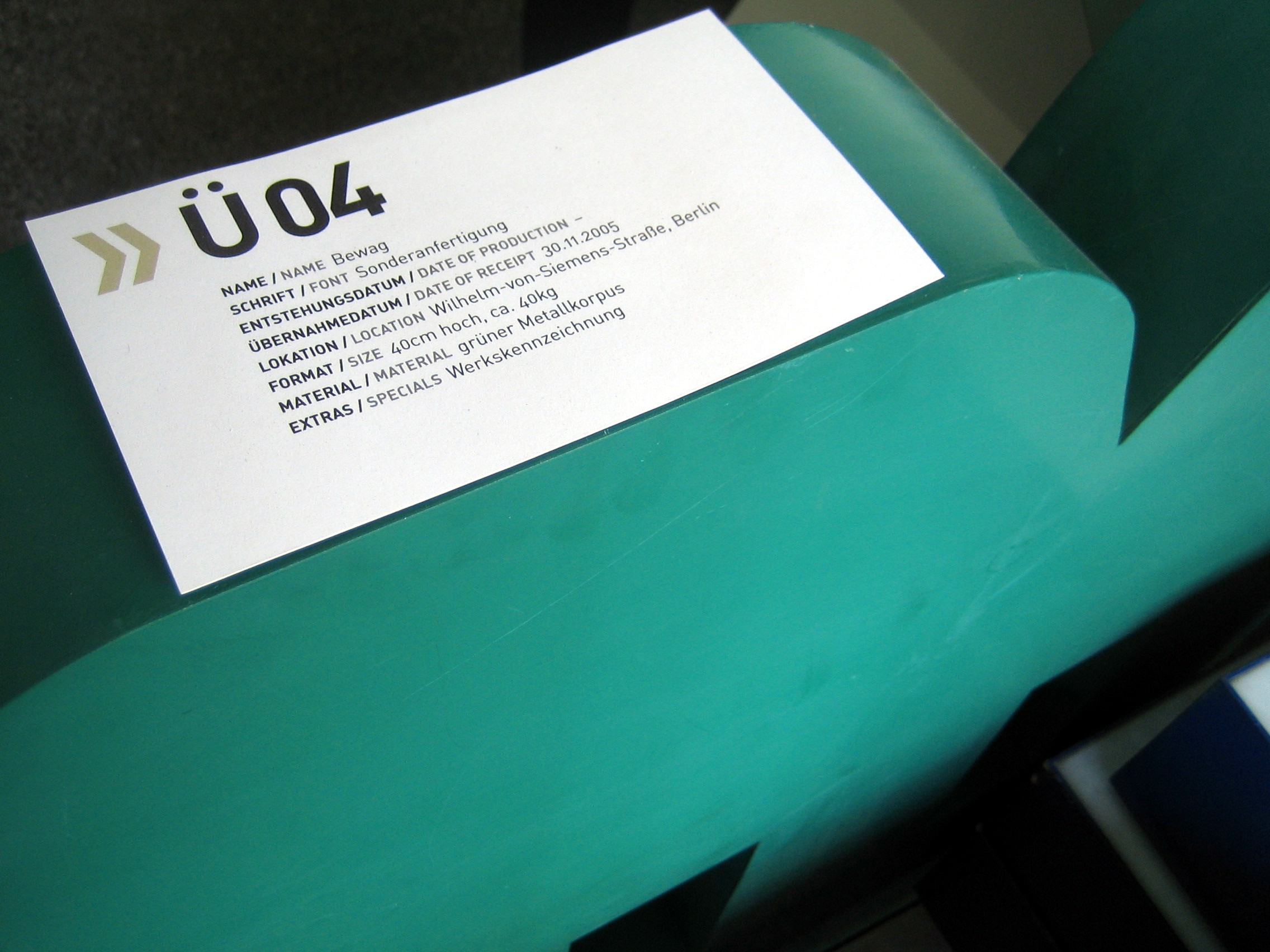
Ein Buchstabe mit Informationstext

Träger des Projekts ist der gemeinnützige Verein Buchstabenmuseum e. V. Er wurde am 20. Mai 2005 gegründet und hatte Mitte 2024 rund 140 Mitglieder.
Für das Museum sind Dauer- und Sonderausstellungen und Führungen vorgesehen, in Kinderprogrammen können Kinder Buchstaben buchstäblich „begreifen“. Die Betreiber sehen in ihrem Projekt eine kulturelle, auch konservatorische Aufgabe in einer Situation, in der visuelle Gestaltungselemente, die typisch waren für das Stadtbild des 20. Jahrhunderts, immer häufiger verschwinden. Traditionelle, relativ aufwendige Herstellungsverfahren, etwa handwerklich individuell hergestellte dreidimensionale Schriften mit Leuchtröhren, werden zunehmend ersetzt durch neue Technologien wie LEDs, Großbildschirme usw.
Im Dezember 2008 konnte der über drei Jahre gesammelte Fundus erstmals der Öffentlichkeit gezeigt werden. Seither können die Exponate regelmäßig besichtigt werden. Die ehrenamtlichen Betreiber begrüßen inzwischen auch Interessenten aus dem Ausland. Von 2013 bis 2015 war das Museum in einer ehemaligen HO-Kaufhalle am Bahnhof Jannowitzbrücke im Ortsteil Mitte untergebracht.
Seit Herbst 2022 umfasst der Fundus auch eine Werkstatt zur Lichtreklameherstellung (Neonwerkstatt). Die Ausrüstung wurde von einer Werbetechnikfirma bei Frankfurt am Main geerbt.
Im Juli 2025 kündigte das Museum die Schließung zum 5. Oktober 2025 an. Als Begründung wurde der Verlust der Räumlichkeiten im Hansaviertel und finanzielle Schwierigkeiten aufgrund der ehrenamtlichen Tätigkeiten genannt.

## Buchstaben und ihre Geschichten
Die Sammlung umfasst rund 3000 Buchstaben oder ganze Schriftzüge (Stand: August 2021). Sie sind bis zu 2,5 Meter hoch, einige von ihnen wiegen 100 kg. Die Ausstellungsstücke werden mit Basisinformationen versehen wie Schriftart, Datierung, Ort der Anbringung, Material usw. Darüber hinaus interessieren der historische Hintergrund sowie besondere Geschichten, die mit einzelnen Exponaten verbunden sind. Hierzu können folgende Beispiele dienen:
- Das Logo des Kaufhauses Hertie – Schreibschrift, leuchtend rot, etwa zwei Meter lang – wurde am 27. August 2009 von entlassenen Mitarbeitern des insolventen Konzerns vor rund 200 Gästen und Pressevertretern symbolisch im Wasser der Spree versenkt. Nachdem der Schriftzug wegen der Auflage des damaligen Wasserstraßen- und Schifffahrtsamtes Berlin wieder geborgen wurde, erhielt ihn das Buchstabenmuseum.[6]
- H, A, U und P – die vier großformatigen Buchstaben dienten zur Kennzeichnung des heutigen Berliner Ostbahnhofs, als der noch Hauptbahnhof hieß. Kein anderer Berliner Bahnhof ist so häufig umbenannt worden: 1842–1881 Frankfurter Bahnhof, 1881–1950 Schlesischer Bahnhof, 1950–1987 Ostbahnhof, 1987–1998 Hauptbahnhof, seit 1998 wieder Ostbahnhof. Die alten Buchstaben waren auf dem Gelände des nahegelegenen historischen Wriezener Bahnhofs eingelagert und konnten von dort übernommen werden.
- Ein unscheinbares E, etwas provisorisch aus Pappe hergestellt, leicht beschädigt und verrußt, war Teil einer Filmdekoration. Es gehörte zur Beschriftung eines Pariser Kinos (Le Gammar), eines wichtigen Schauplatzes im Kriegsdrama Inglourious Basterds, das der Regisseur Quentin Tarantino 2008 im Filmstudio Babelsberg bei Berlin drehte. Nach einer Explosion am Ende der Filmhandlung war der schadhafte Buchstabe übrig geblieben.
- Der türkisblaue Schriftzug Zierfische gehörte seit 1957 zum Straßenbild am Frankfurter Tor im Ost-Berliner Ortsteil Friedrichshain. Anfang 2009 musste das zugehörige Zoo- und Aquaristikgeschäft schließen. Das Buchstabenmuseum bemühte sich um die Reklameschrift im typischen Design der 1950er Jahre. Anders als in allen bisherigen Fällen gelang die Beschaffung hier nicht kostenlos. Doch mit Hilfe der Spendenaktion Rettet die Zierfische[7] war das seltene Stück zu erwerben. Im Allgemeinen sind die Vorbesitzer zufrieden, wenn sie sich der nutzlos gewordenen Objekte kostenneutral entledigen können.

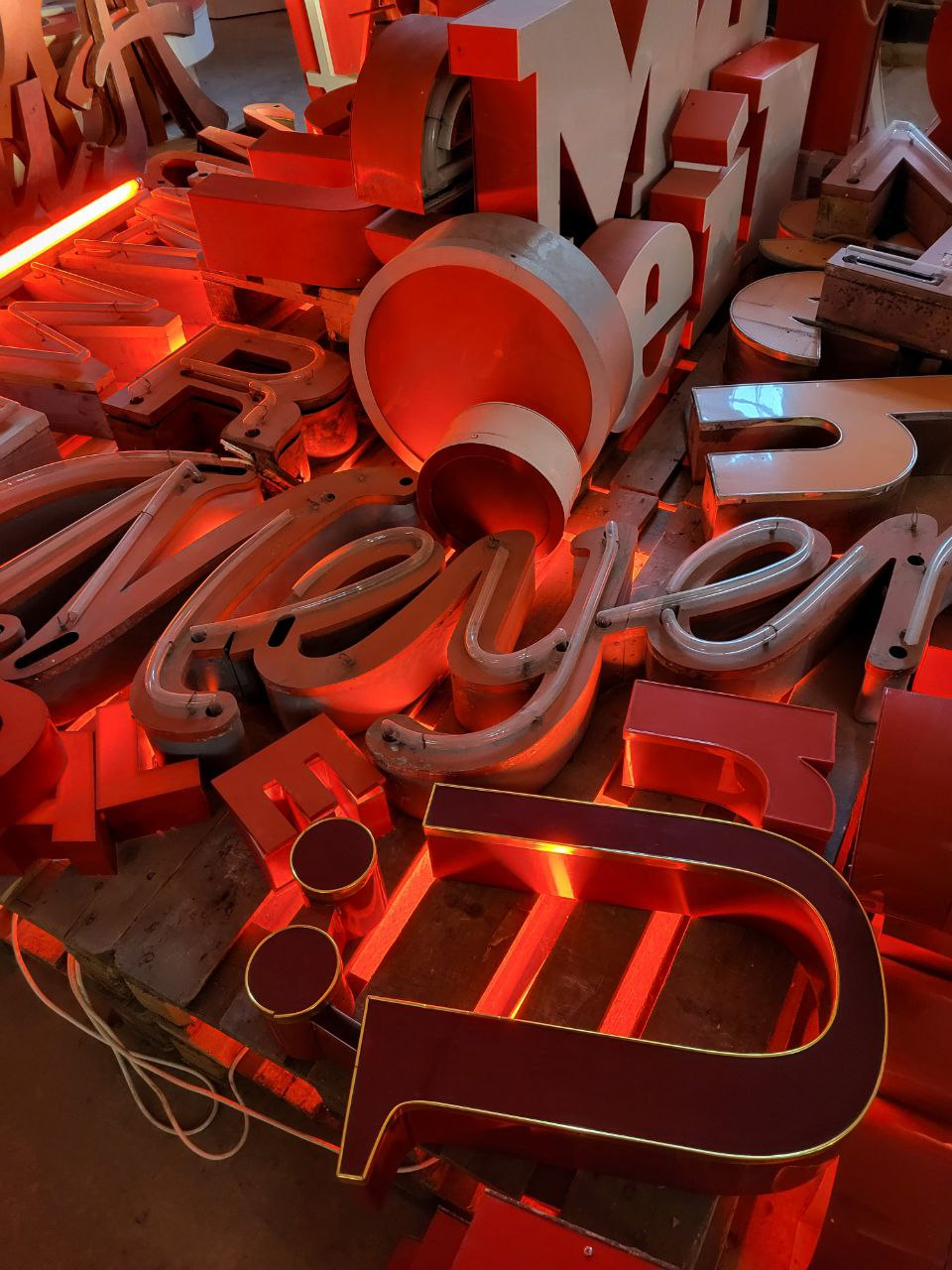
Details der Ausstellung, 2023
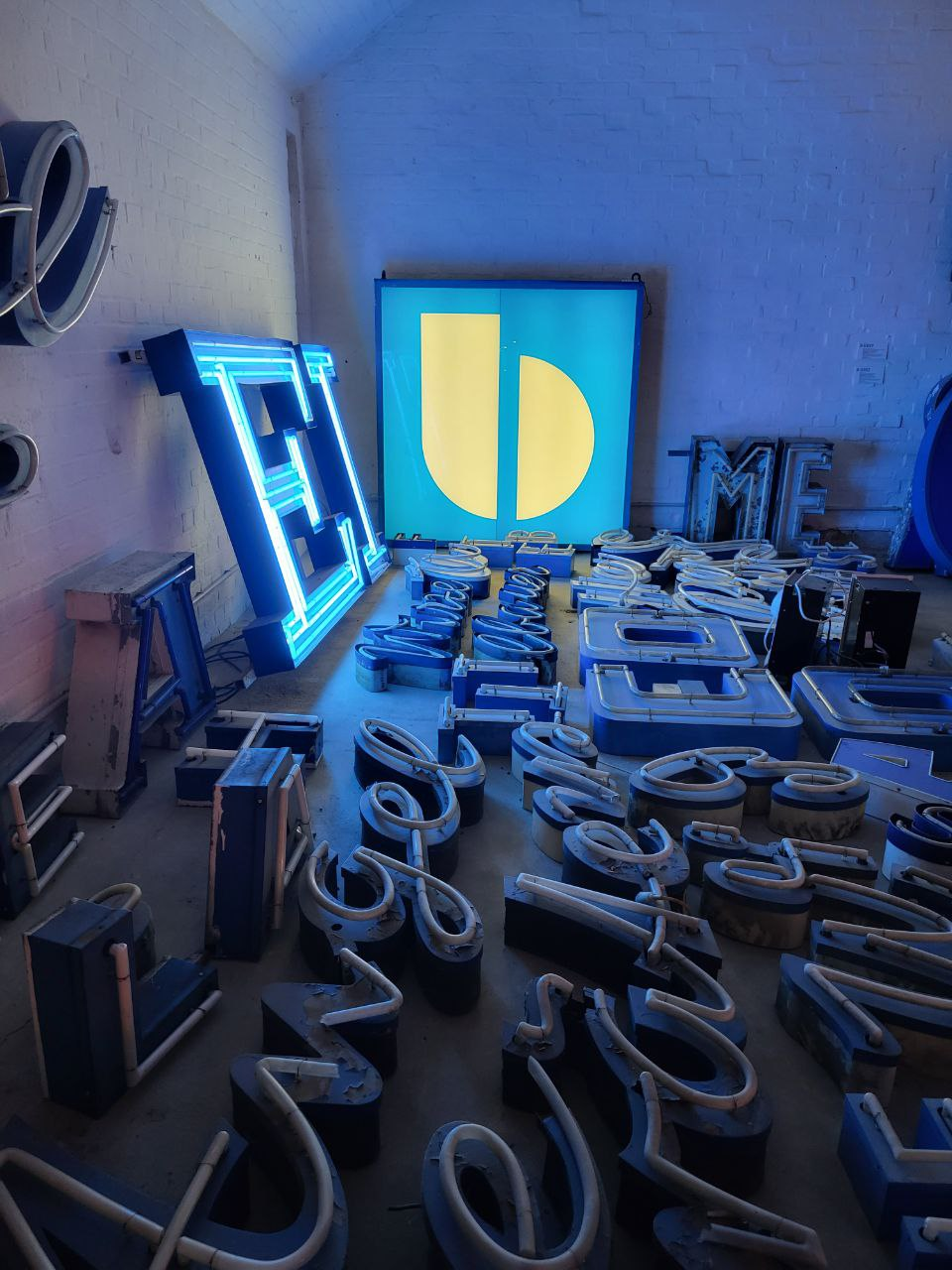
Details der Ausstellung, 2023
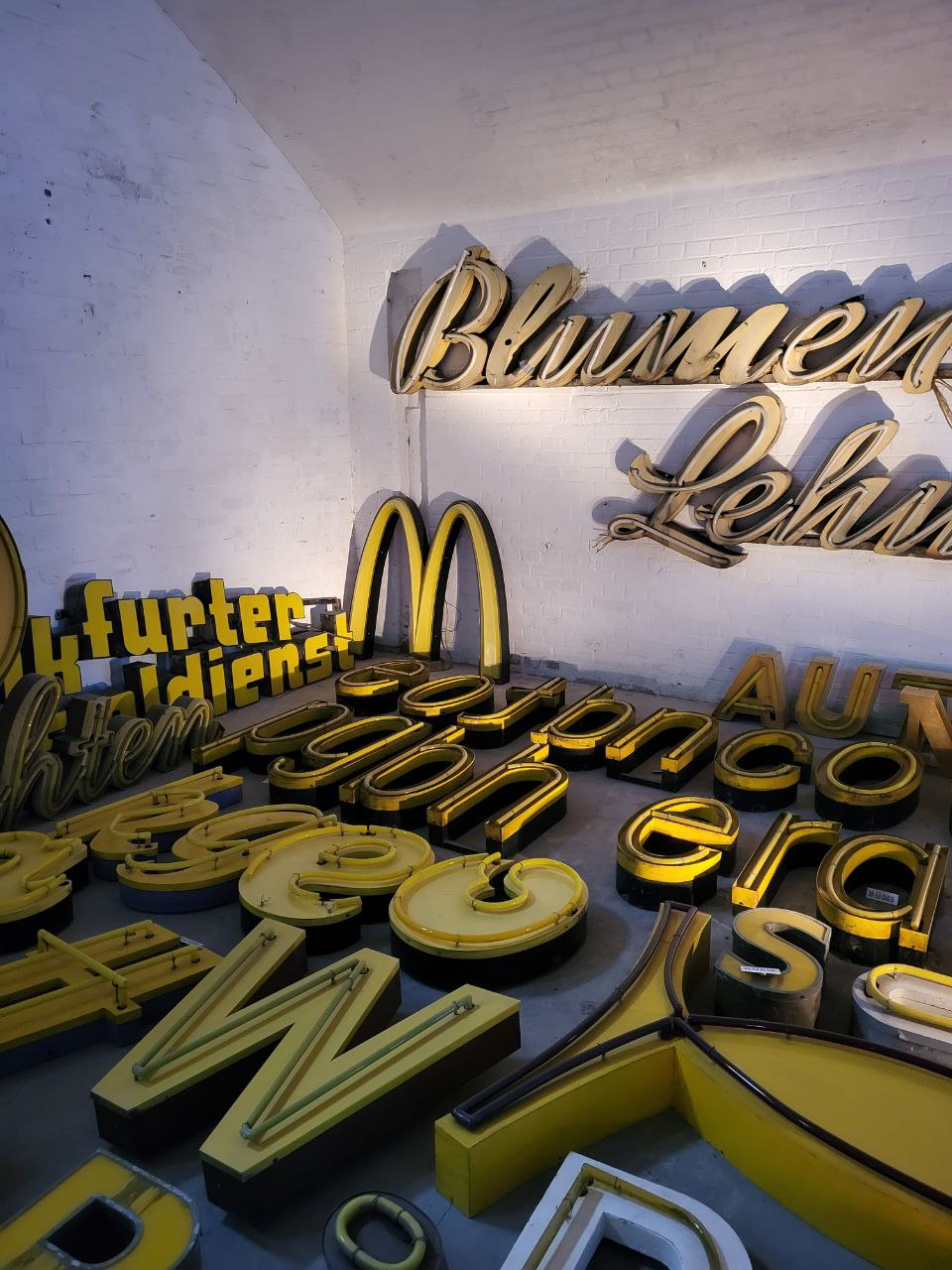
Details der Ausstellung, 2023
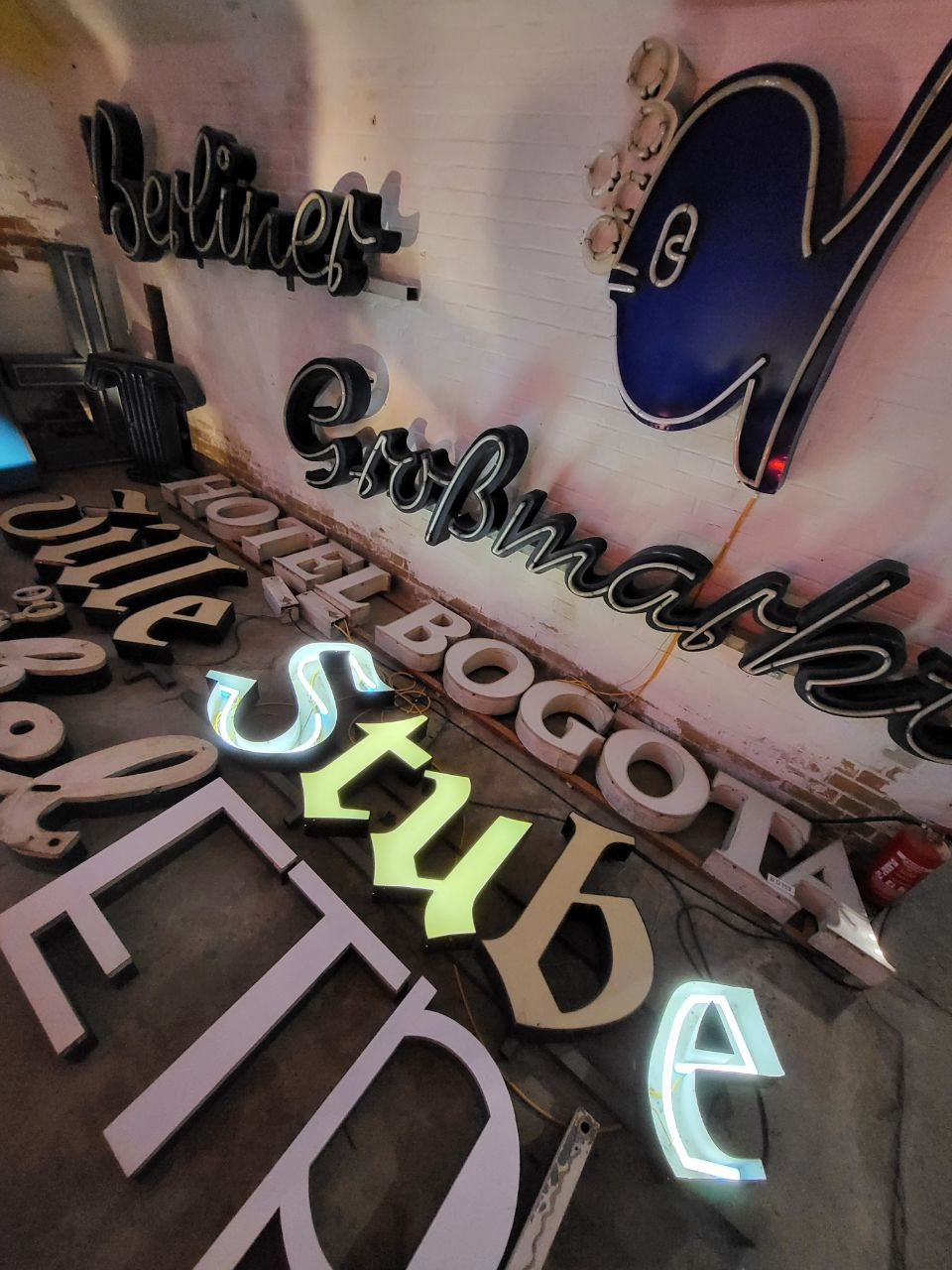
Details der Ausstellung, 2023
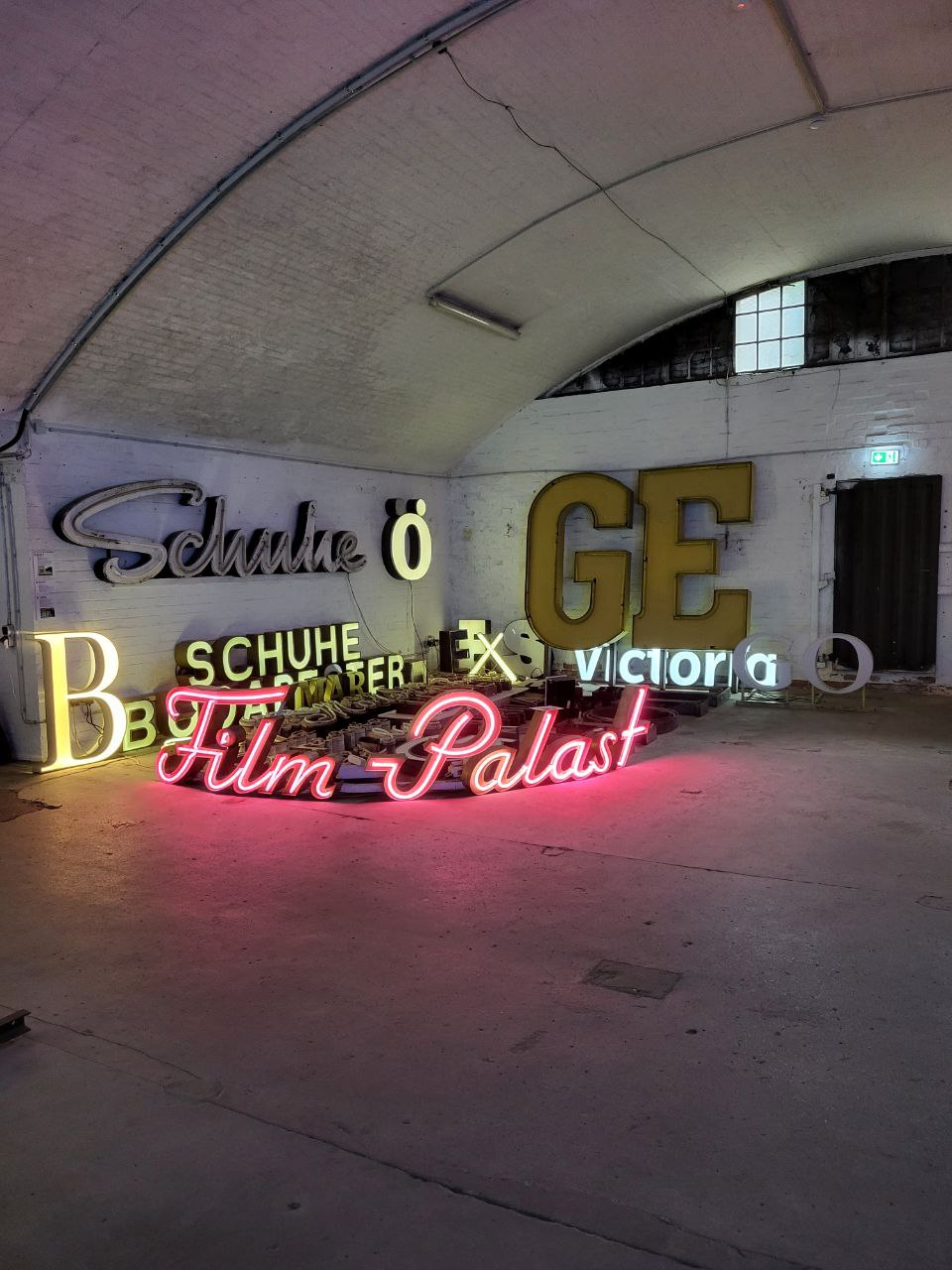
Ausstellungsräume, 2023
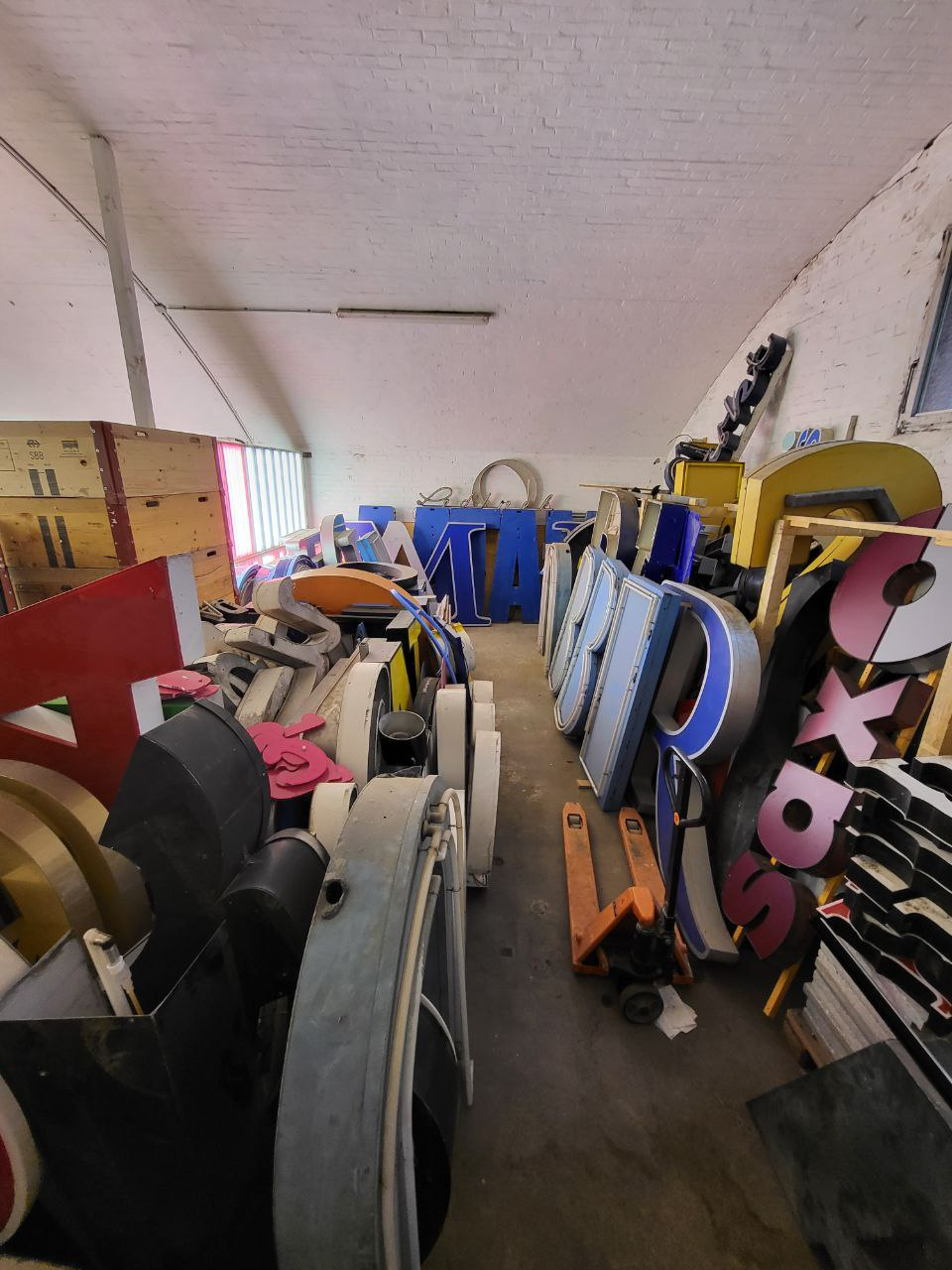
Lager, 2023